# Transformeri: Tamna strana Mjeseca
Transformeri: Tamna strana Mjeseca (eng. Transformers: Dark of the Moon), poznat još kao Transformeri 3, američki je znanstveno-fantastični film iz 2011. godine, čiji je redatelj Michael Bay, a producent Steven Spielberg.
To je nastavak na film Transformeri: Osveta poraženih, a u kinima se počeo prikazivati 29. lipnja 2011. godine. U glavnim ulogama vraćaju se Shia LaBeouf, Josh Duhamel, Tyrese Gibson, John Turturro te Peter Cullen (glas Optimus Primea) i Hugo Weaving (glas Megatrona). Iako je prije snimanja filma objavljeno da će Megan Fox reprizirati ulogu Mikaele Banes to se nije dogodilo. Naime, lik Mikaele Banes je izbačen iz priče, a Sam je, kao protagonist priče, dobio novu ljubav. Ta uloga pripala je britanskom modelu Rosie Huntington-Whiteley. Prema Bayovim tvrdnjama, ovo je posljednji film u njegovoj režiji.
Film se u kinima počeo prikazivati 29. lipnja u 3D i IMAX tehnici. Film je trenutačno drugi najisplativiji film 2011. godine (iza filma Harry Potter i Darovi smrti - drugi dio) i najisplativiji po zaradi u SAD-u i Kanadi. Također, ovaj nastavak Transformera uvršten je kao sedmi najisplativiji film svih vremena te je time postao film s najvećom zaradom u cijelom serijalu.

## Radnja
Arka, svemirska letjelica Cybertrona, 1961. godine prenosila je izum koji je trebao prekinuti rat između Autorobota i Decepticona, ali se srušila na tamnijoj strani Mjeseca. Pad letjelice identificirala je NASA i po naredbi tadašnjeg predsjednika Kennedyja, 1969. godine, poslala astronaute da istraže Mjesec. U sadašnjosti, Autoroboti pomažu Američkoj vojsci u sprječavanju sukoba diljem svijeta. Tijekom misije u Černobilu, Optimus Prime pronalazi ćeliju goriva i otkriva da je Arka uspjela poletjeti s Cybertrona. Nedugo zatim Autorobote napada Shockwave, ali uspijeva pobjeći. Američka vlada otkriva strogo povjerljivu tajnu o padu letjelice te Optimus i ostali Autoroboti kreću u pronalazak Arke. Pronalaze ostatke letjelice i Sentinela Primea, Optimusovog prethodnika i vođe Autorobota. Međutim, pronalaze i Sentinelov izum, tzv. stupove, koji stvaraju most za prijenos materije. Kako bi ga oživio, Optimus koristi oštricu vodstva. 
U međuvremenu, Sam je frustriran što ne nalazi posao, ali ga ubrzo dobiva u jednoj tvrtki. Upoznaje nove suradnike pa tako i ekscentričnog Jerryja Wanga koji mu otkriva priču o Arci. Wang strada, a Sam kontaktira Seymoura Simmonsa. Zajedno otkrivaju da Megatron i Decepticoni ubijaju osobe povezane sa svemirskom misijom pronalaska Arke. Usprkos tome, dva preživjela kozmonauta otkrivaju Samu i Seymouru fotografije sa stotinama stupova na Mjesecu. Dolaze do zaključka da su Decepticoni koristili Arku prije Autorobota te da je Sentinel ključ svega jer samo on može pokrenuti stvaranje mosta. U međuvremenu, Sentinel izdaje Autorobote te otkirva kako je to sve rezultat njegovog tajnog dogovora s Megatronom. Senitnel, koristeći stupove, poziva stotine skrivenih Decepticona i kreće u zauzimanje Zemlje. Dylan Gould otima Carly i otkriva svoju suradnju s Decepticonima. Autoroboti su protjerani sa Zemlje i odlaze u letjelici, ali je uništava Starscream i, kako se činilo, ubija Autorobote. Decepticoni zauzimaju Chicago i pozivaju sve saveznike diljem svijeta da pokrenu stupove. Gould otkirva Carly kako Decepticoni žele transportirati svoj planet u Mliječnu stazu i iskoristiti Zemljine izvore da obnove Cybertron. Sam, zajedno s Robertom Eppsom, kreće spasiti Carly, ali ih zamalo ubijaju Decepticoni. Autoroboti koriste element iznenađenja i uzvraćaju udarac. Sam otkriva kako su se, prije lansiranja, Autoroboti prikrili kako bi uvjerili Decepticone da su uništeni. 
Surađujući s vojskom, Sam i Autoroboti spašavaju Carly i uništavaju velik broj suparnika. Optimus onemogućuje rad glavnog stupa i prekida stvaranje mosta te ujedno prekida i transport Cybertrona. Gould reaktivira glavni stup, ali mu se suprotstavlja Sam. Nakon kraćeg dvoboja, Sam gurne Goulda u glavni stup gdje ga strese struja. Bumblebee i Ratchet uništavaju glavni stup i izazovu veliku eksploziju transportiranog Cybertrona. Optimus kreće u dvoboj sa Sentinelom, a Carly uvjerava Megatrona kako više neće biti vođa Decepticona. Sentinel je nadmoćniji u borbi i Optimusu odstranjuje desnu ruku. Optimus pada na tlo i Sentinel se sprema dovršiti posao, ali tada dolazi Megatron i onesposobljuje Sentinela. Optimus napada Megatrona i ubija ga. Sentinel, ležeći, moli za oprost, ali ga Optimus ubija zbog izdaje. 

## Glumci
- Shia LaBeouf kao Sam Witwicky
- Josh Duhamel kao pukovnik američke vojske William Lennox
- John Turturro kao Seymour Simmons
- Tyrese Gibson kao USAF Chief Master Sergeant Robert Epps
- Rosie Huntington-Whiteley kao Carly Spencer
- Patrick Dempsey kao Dylan Gould
- Kevin Dunn kao Ron Witwicky
- Julie White kao Judy Witwicky
- John Malkovich kao Bruce Brazos
- Frances McDormand kao Charlotte Mearing
- Lester Speight kao Hardcore Eddie
- Alan Tudyk kao Dutch
- Ken Jeong kao Jerry Wang
- Glenn Morshower kao general Morshower
- Buzz Aldrin kao on sam
- Bill O'Reilly kao on sam

### Glasovi
- Peter Cullen kao Optimus Prime
- Leonard Nimoy kao Sentinel Prime
- Hugo Weaving kao Megatron
- Tom Kenny kao Wheelie
- Reno Wilson kao Brains
- Charlie Adler kao Starscream
- Jess Harnell kao Ironhide
- Robert Foxworth kao Ratchet
- Frank Welker kao Shockwave, Barricade, Soundwave
- James Remar kao Sideswipe
- Francesco Quinn kao Dino/Mirage
- George Coe kao Que/Wheeljack
- John DiMaggio kao Leadfoot
- Ron Bottitta kao Amp/Roadbuster
- Keith Szarabajka kao Laserbeak
- Greg Berg kao Igor

## Kritike
Kritičari su imali različita mišljenja oko filma. Kritizirali su glumu i scenarij, ali su hvalili specijalne efekte i 3D tehniku. Film je, prema kritičarima Rotten Tomatoesa, ostvario ocjenu 4,8/10, a prema ocjeni gledatelja 4,4/5.
 

Robert Ebert dao je filmu 1 od 4 zvijezde: 
»Film je vizualno ružan, nerazumljive radnje, drvenih likova i besmislenog dijaloga. To me dovelo do jednog od neugodnijih iskustava s filmovima.«

Richard Roeper je filmu dao ocjenu 2 od 5: 
»Film spada u kategoriju onih bez duše i s nezanimljivim likovima.«
Među onima koji su hvalili film bila je web stranica IGN s tvrdnjom da je to najbolji nastavak cijele franšize Transformera.

## Vanjske poveznice
- Službena stranica
- Transformeri: Tamna strana Mjeseca na Box Office Mojo
- Transformeri: Tamna strana Mjeseca u internetskoj bazi filmova IMDb-a
- Transformeri: Tamna strana Mjeseca na Metacritic
- Transformeri: Tamna strana Mjeseca na Rotten Tomatoes